# Ostello

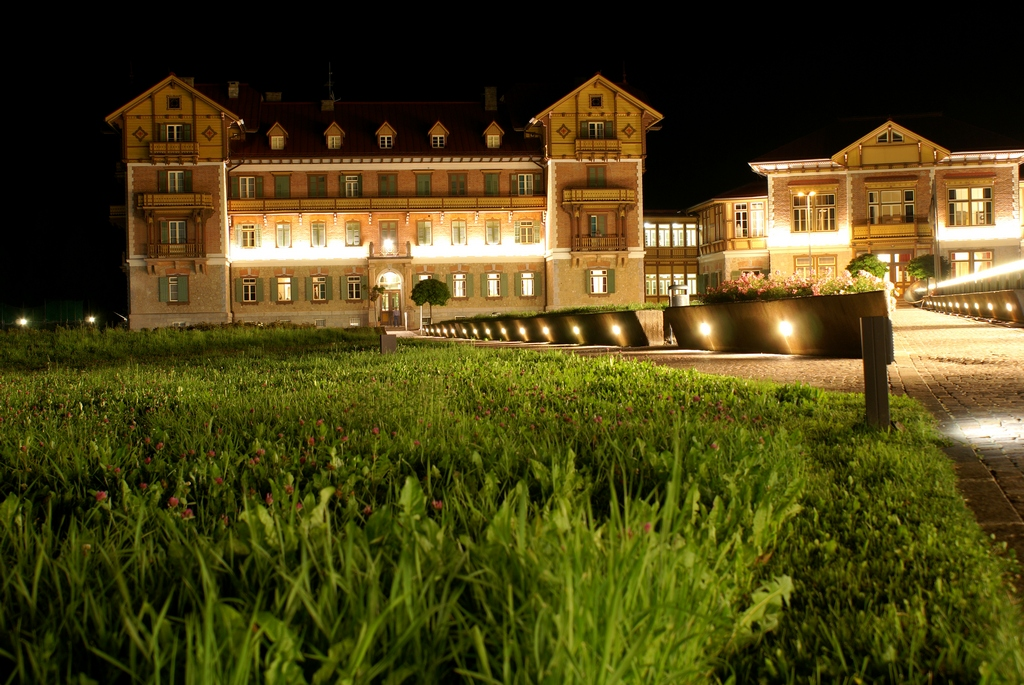
La struttura atipica dell'ostello di Dobbiaco

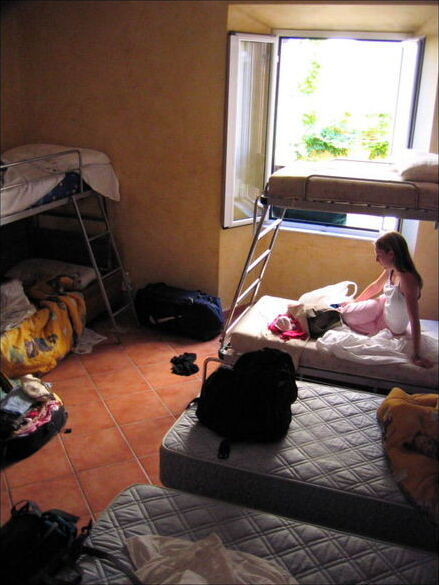
L'interno di una stanza in un ostello di Roma

L'ostello è una struttura ricettiva simile ad un albergo, ma ha la particolarità che solitamente gli spazi vengono condivisi con altri ospiti. Nella sua forma moderna nasce nel 1909 per consentire anche ai giovani meno abbienti di praticare il turismo.
Le stanze sono spesso a più letti, solitamente sono attrezzate con letti a castello; anche gli altri spazi attrezzati, come le docce, la cucina, il salotto vengono condivise. L'ostello dovrebbe garantire il vantaggio di avere dei prezzi bassi per ogni ospite, inoltre c'è la possibilità che tra gli ospiti si formi un'atmosfera familiare, solidale e comunicativa.
Gente di tutto il mondo e di tutte le estrazioni sceglie gli ostelli. L'atmosfera degli ostelli è per lo più dedicata agli ospiti giovani, ma vi pernottano persone d'ogni età.

## Storia
Durante il medioevo sorsero lungo le più importanti vie di comunicazione numerose strutture per permettere il riposo a viandanti e soprattutto pellegrini. Queste strutture erano retti da ordini religiosi o da congregazioni cavalleresco-ospedaliere. Tali luoghi, per l'ospitalità che offrivano, erano detti ospizi od ospitali (dal latino hospitium). Tali strutture erano indispensabili per coloro che intraprendevano, prevalentemente a piedi, lenti viaggi lunghi anche mesi attraverso strade romane in rovina e sentieri dissestati e pieni di pericoli.
La nascita degli ostelli moderni si deve all'idea del maestro Richard Schirrmann, che nel 1909 trasformò in confortevoli camerate le aule scolastiche non utilizzate durante le vacanze estive.
Dopo quella prima esperienza, nel 1912 Schirrmann creò il primo "Ostello per la Gioventù". Fu aperto nel castello ristrutturato di Altena, in Germania.
Attualmente gli ostelli sono organizzati nell'Hostelling International (HI), organizzazione senza fine di lucro, composta da più di 90 associazioni che rappresentano circa 4.000 ostelli in più di 80 paesi nel mondo.
Hostelling International era originariamente chiamata International Youth Hostel Federation (Federazione Internazionale di Ostelli per i Giovani, IYHF). Questi primi ostelli, erano infatti una forte espressione dell'ideologia dell'inizio Novecento. La gente povera necessitava di andare in cerca di cibo e sostentamento. Per questo era soprattutto un movimento giovanile, rivolto ai giovani, e saranno questi a dirigerlo, per cui i costi diverranno minimi.
Negli anni sessanta e settanta nacque invece un nuovo tipo di viaggiatore, che vuole conoscere semplicemente altri paesi, superare le "grandi distanze" per entrare in contatto con altri giovani e conoscere nuove culture.

## Descrizione

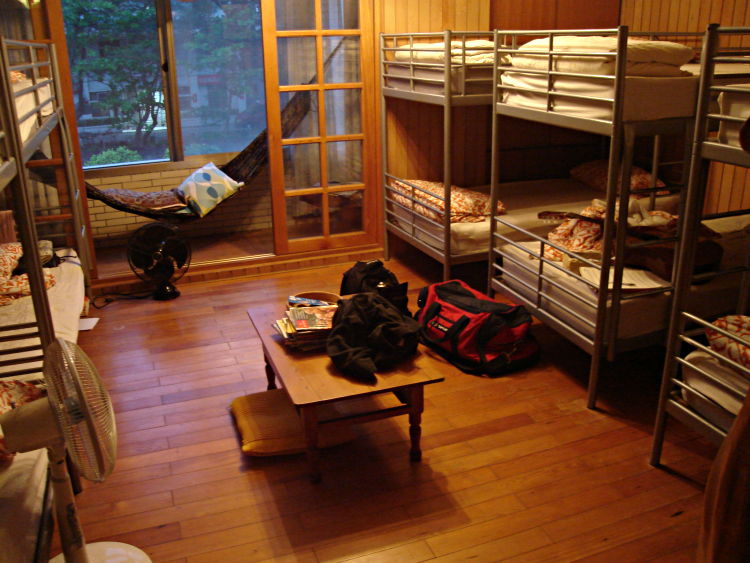
Il dormitorio dell'ostello Formosa Backpackers Hostel in Taiwan

Fatta eccezione per le reti di ospitalità, l'ostello è il detentore del prezzo più basso in assoluto sul mercato; una qualsiasi persona se non dispone del denaro  per pagarsi gli alberghi e non conta sui rimedi di fortuna, per girare il mondo s'iscrive all'associazione e può tranquillamente pernottare negli ostelli sparsi per tutto il globo, a una cifra veramente modica. In molti casi non è più strettamente necessario essere iscritti per pernottare, o avere l'età massima di 25 o 30 anni, come lo era invece una volta.
Soprattutto dopo l'avvento di internet e del web, altre organizzazioni hanno strappato agli ostelli il primato del prezzo più basso costruendo "reti di ospitalità" che offrono ospitalità gratuitamente, ad esempio Servas International, Hospitality Club o CouchSurfing.